# Leptolalax bourreti
Leptolalax bourreti är en groddjursart som beskrevs av Dubois 1983. Leptolalax bourreti ingår i släktet Leptolalax och familjen Megophryidae. IUCN kategoriserar arten globalt som otillräckligt studerad. Inga underarter finns listade i Catalogue of Life.